# Kriza u Albaniji 1997.
Kriza u Albaniji, Piramidska kriza ili Oružana pobuna 1997. godine, (siječanj 1997. -  kolovoz 1997.) nastala je nakon razotkrivanja masovnih gospodarskih prijevara u kojima su brojni građani Albanije izgubili svoje ušteđevine. U neredima koji su uslijedili opljačkana su vojna skladišta iz kojih su odnesena oružja. Na vrhuncu krize, vlada je izgubila kontrolu nad dijelom teritorija države. Ponovna uspostava poretka dogodila se je nakon intervencije UN-a i izvanrednih izbora, no do tada je u neredima i anarhiji živote izgubilo 2000 ljudi.

## Uzroci
Kada se 1991., nakon pada komunizma u Albaniji počelo stvarati tržišno gospodarstvo, većina siromašnog stanovništva zbog dugogodišnjeg komunističkog uređenja, nije bila upoznata s principima funkcioniranja tržišnog gospodarstva. Na tržištu su se pojavile neformalne tvrtke-kreditori (VEFA, Sude, Populli itd.), koje su naizgled imitirale banke, ali su zapravo su funkcionirale po principu ponzijevih shema. Zbog visokih kamatnih stopa koje su nudile, te su institucije ubrzo postale jako popularne, pa su ljudi masovno počeli prodavati svoju imovinu radi, kako se kasnije pokazalo, lažnog investiranja, želeći brzo zaraditi u novom kapitalističkom sustavu. Svjetska banka i MMF su 1996. godine poslale su upozorenje Vladi Albanije vezano za pupanje ponzijevih shema po njihovoj državi, no na njega nisu reagirali ni vlast ni opozicija, štoviše tijekom parlamentarnih izbora koji su se održali iste godine, neke od ovih kvazi-kompanija izdavale su donacije vladajućoj stranci. Do početka 1997. godine, prve su se sheme počele urušavati, zbog čega su ljudi masovno ostajali bez svojih novaca. U konačnici je 95% stanovništva Albanije ostalo na neki način involvirano s ovim shemama.

## Kriza
U siječnju 1997. godine nakon što su se urušile sheme Sude i Gjallica na ulicama su počeli izbijati prosvjedi. Kada je u siječnju 1997. albanska vlada zamrznula bankovne račune shema Xhaferri i Populli, otkriveno je da se na njima nalazi 250 milijuna američkih dolara (10% tadašnjeg državnog BDP-a). Prosvjedi koji su se poput požara proširili zemljom ubrzo su dobili nasilan karakter a prosvjednici su počeli paliti upravne zgrade, zgrade sudova, policijske stanice itd. Vlada je na to odgovorila masovnim uhićenjima, represijom i zabranom javnog okupljanja. U ožujku 1997., vlada je objavila izvanredno stanje, nakon čega su prosvjednici opljačkali vojna skladišta. Ishod toga je bio da je gotovo svaki čovjek u Albaniji dobio oružje u ruke. Do sredine ožujka, država je praktički potonula u bezakonje a vlada je izgubila kontrolu nad južnim dijelom Albanije, gdje su gradovi uspostavili vlastite vlade pod nazivom "Odbori narodnog spasa". Jedno od glavnih žarišta pobune bilo je u gradu Vlori na jugu Albanije. Ovakva situacija dodatno je naglasila tradicionalnu podjelu Albanaca na klan Gega na sjeveru, gdje je većina ljudi podržavala Demokratsku stranku predsjednika Salija Berishe (tada bila na vlasti) i Toska na jugu gdje je većina podržavala oporbene socijaliste. Također, na dijelovima države, posebice na jugu, kontrolu su preuzele do zuba naoružane bande.
U ožujku 1997. Vijeće sigurnosti UN-a donijelo je rezoluciju koja je predviđala dolazak UN-ovih snaga. U travnju su u sklopu "Operacije Alba" snage UN-a stigle u Albaniju kako bi zaštitile humanitarnu pomoć i nadgledale provedbu izbora.

### Izvanredni izbori
9. ožujka 1997. albanski političari formirali su "Vladu nacionalne pomirbe", koja je odredila da će se do lipnja 1997. održati novi parlamentarni izbori pod međunarodnim monitoringom. Paralelno s izborima, održavao se je i referendum o tome, žele li glasači Albanija bude parlamentarna monarhija, kao što je to bila u ranijem razdoblju svog postojanja. Na izborima koji su se održali u lipnju i srpnju 1997., pobjedu je odnijela Socijalistička stranka a građani su odbacili ideju monarhije.